# 贝勒加德圣玛丽
贝勒加德圣玛丽（法語：Bellegarde-Sainte-Marie，法語發音：[bɛlɡaʁd sɛ̃t maʁi]）是法国上加龙省的一个市镇，属于图卢兹区。

## 地理
贝勒加德圣玛丽（43°40'18"N, 1°6'49"E）面积11.66 平方千米，位于法国奧克西塔尼大區上加龙省，该省份为法国西南部内陆省份，西南端与西班牙接壤，自此顺时针与上比利牛斯省、热尔省、塔恩-加龙省、塔恩省、奥德省和阿列日省接壤。
与贝勒加德圣玛丽接壤的市镇（或旧市镇、城区）包括：维尼奥、勒卡斯泰拉、加拉克、圣利夫拉德、蒂勒、昂科斯、利勒茹尔丹、蒙布兰。

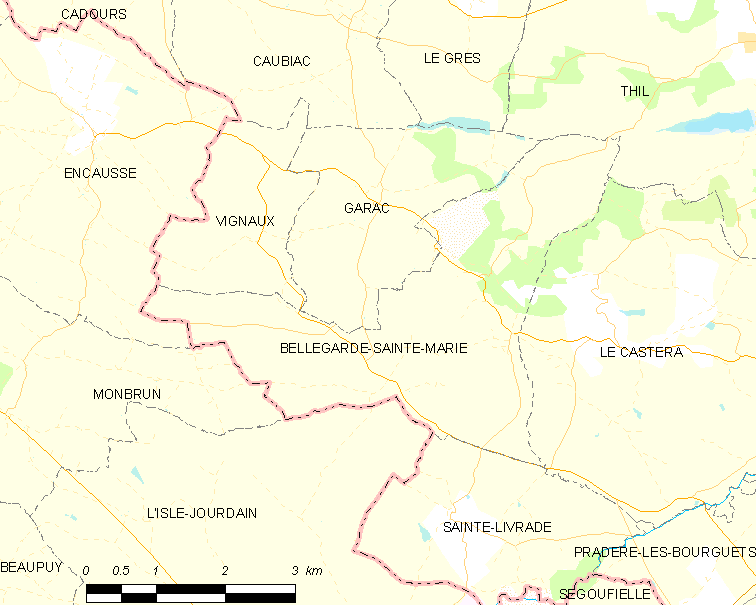
贝勒加德圣玛丽的OSM定位图

贝勒加德圣玛丽的时区为UTC+01:00、UTC+02:00（夏令时）。

## 行政
贝勒加德圣玛丽的邮政编码为31530，INSEE市镇编码为31061。

## 政治
贝勒加德圣玛丽所属的省级选区为莱格万县。

## 人口

1962-2008年间贝勒加德圣玛丽人口变化图示

贝勒加德圣玛丽于2022年1月1日时的人口数量为203人。